# Изоляционный трубный завод
ООО «Изоляционный трубный завод» (ООО «ИТЗ») — крупный производитель теплогидроизолированной трубной продукции в Российской Федерации, основным видом деятельности которого является антикоррозийная и тепловая изоляция труб, производство теплогидроизолированных пенополиуретаном стальных труб, соединительных деталей, фасонных изделий для строительства нефте- и газопроводов. Производственные мощности компании находятся в городе Пересвет и на территории Московской области.

## История
ООО «ИТЗ» — одна из немногих российских компаний, производственные мощности которой были построены с нуля, в непростых условиях кризиса, когда многие проекты были остановлены или отложены до лучших времен.
Строительство завода было начато в июне 2007 года, а уже в мае 2009 года запущена первая линия по нанесению внутреннего антикоррозийного покрытия Amercoat 391 PC (Амеркот 391 PC).
В мае 2010 года линия по наружной изоляции труб на основе экструдированного полиэтилена дала первую продукцию.
В июне 2011 года «ИТЗ» был представлен на годовом конгрессе РСПМ, в этом же месяце были запущены в строй мощности по нанесению ППУ (пенополиуретановой) изоляции, а в феврале этого года были введены новые линии по нанесению полимерных и гладкостных покрытий, а также было начато производство фасонных изделий.
В феврале 2012 года производительность линии по нанесению пенополиуретановой изоляции увеличилась в 5 раз и составила 1 км в сутки, а в марте было налажено собственное производство комплектов теплоизоляции стыков.
В сентябре 2013 года была запущена в работу вторая производственная площадка в поселке Скоропусковский Сергиево-Посадского района Московской области.
По данным на 2012 год ООО «ИТЗ» входило в четвёрку крупнейших поставщиков трубной продукции в изоляции в России.

## Технологии
Внедрение на предприятии технологий, являющихся для России инновационными, позволило полностью соответствовать запросам внутреннего рынка труб с защитными покрытиями, в том числе труб большого диаметра и фасонных изделий и запорной арматуры для трубопроводов с ППУ-изоляцией.
Технологическая линия по нанесению пенополиуретановой изоляции на трубы, диаметром 219—1220 мм. Такая теплоизоляция обеспечивает уменьшение тепловых потерь в три раза и значительно увеличивает срок эксплуатации трубопровода.
Оборудования марки Graco, для нанесения внутренней изоляции — эпоксидной эмали Amercoat 391 PC (Амеркот 391 PC), на трубы диаметром от 530 до 2020 мм, дает возможность применять внутреннюю изоляцию даже в трубопроводах для транспортировки агрессивных сред. Данный вид внутренней изоляции на сегодняшний день признан самым надежным.
Голландское оборудование SELMERS TECHNOLOGY для нанесения внешней трехслойной изоляции из экструдированного полиэтилена позволяет изготавливать изолированные трубы различного диаметра от 325 до 1420 мм. Эта продукция используется преимущественно предприятиями нефтегазового комплекса для магистральных трубопроводов.
Оборудование компаний WIDOS и KWH используется для изготовления фасонных изделий в ППУ изоляции: тройников, отводов, переходов, концевых элементов и др.
Оборудование швейцарской компании «Спиро» используется для навивки стальных оцинкованных оболочек на трубы в ППУ изоляции для трубопроводов наземной прокладки.

## Деятельность
Основные направления деятельности предприятия:
- Нанесение теплогидроизоляции, в том числе с греющим кабелем (кабельная система нагрева)[9].
- Нанесение ППУ-изоляции на трубы различного диаметра в оцинкованной или полиэтиленовой оболочке, в том числе для трубопроводов, оснащенных системой ОДК (оперативный дистанционный контроль).
- Производство фасонных изделий в ППУ-изоляции.
- Нанесение двухслойной и трехслойной изоляции на основе экструдированного полиэтилена[10][11].
- Нанесение внутреннего гладкостного покрытия на трубы, используемые в строительстве газопроводов[10].
- Нанесение защитного полимерного покрытия на наружные поверхности трубопроводов, свай и воздуховодов[9].
- Внутренняя изоляция труб с помощью эпоксидной эмали Amercoat 391 PC[10][11][12].
- Покрытия для морского гидротехнического строительства.

В 2012 году оборот компании составил четыре млрд рублей.

## Клиенты и поставщики
Основные заказчики ИТЗ: Транснефть, Сибур, ОМК, ОАО «ТАЙМЫРГАЗ», ЧТПЗ, ТМК и предприятия ЖКХ. При строительстве нефтепровода Заполярное — Пурпе для компании Транснефть поставлялись теплогидроизолированные трубы в металлополимерной оболочке диаметром 1020 мм и трубы с двухслойным эпоксидным покрытием диаметром 426 мм, произведенные на «ИТЗ».
При строительстве причалов военного порта в Новороссийске для Черноморского флота ВМФ России были использованы трубы-сваи диаметром 1420 мм с покрытием StelPant.
Поставщиками труб для «ИТЗ» являются такие крупные компании металлургической отрасли, как ТМК, ЧТПЗ, ОАО «Уралтрубпром», ОАО «ОМК-Сталь».

## Галерея

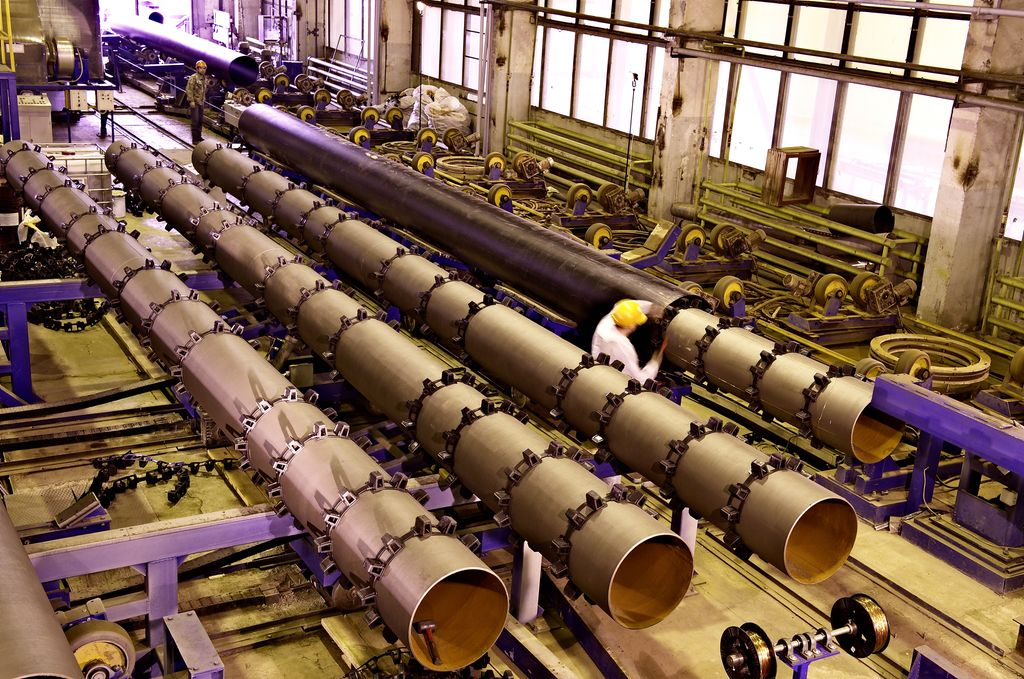
Производственный цех
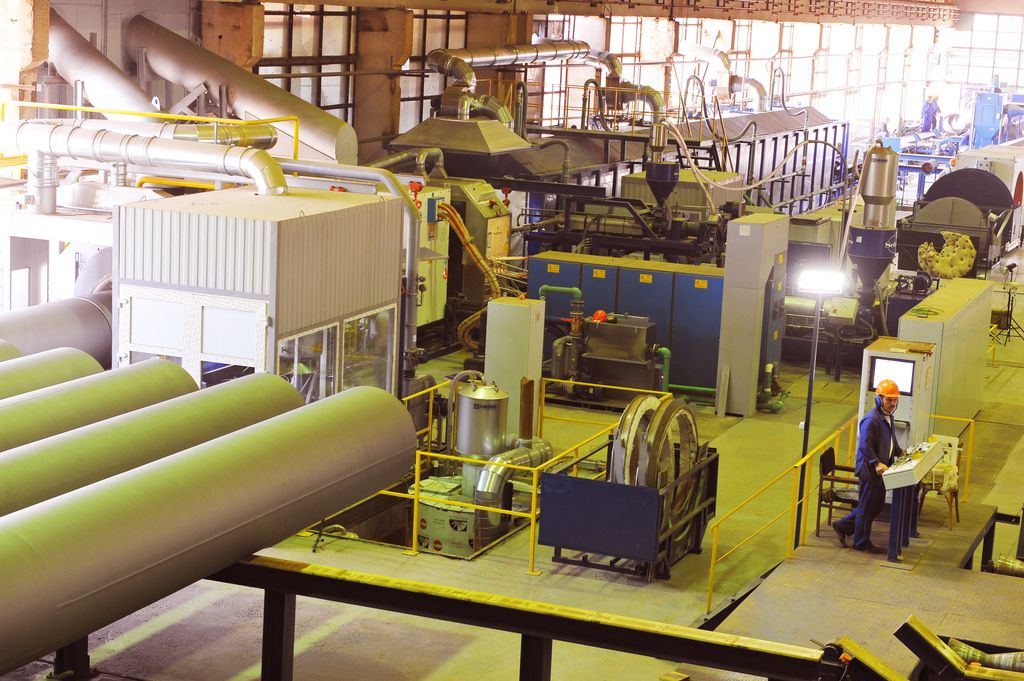
Производственный цех
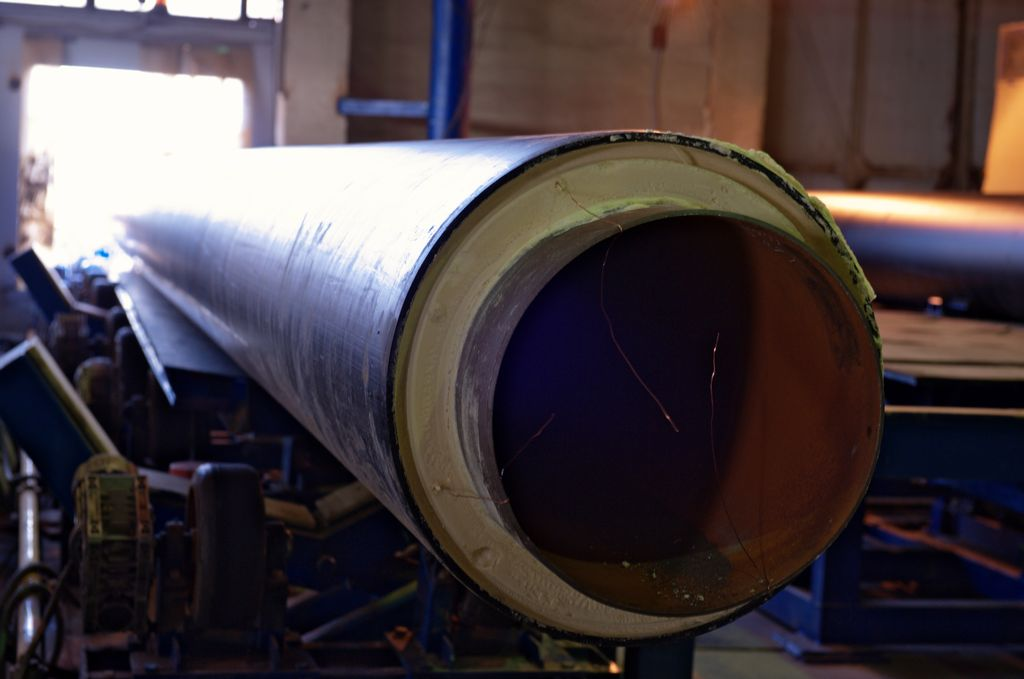
Труба в ППУ ПЭ изоляции
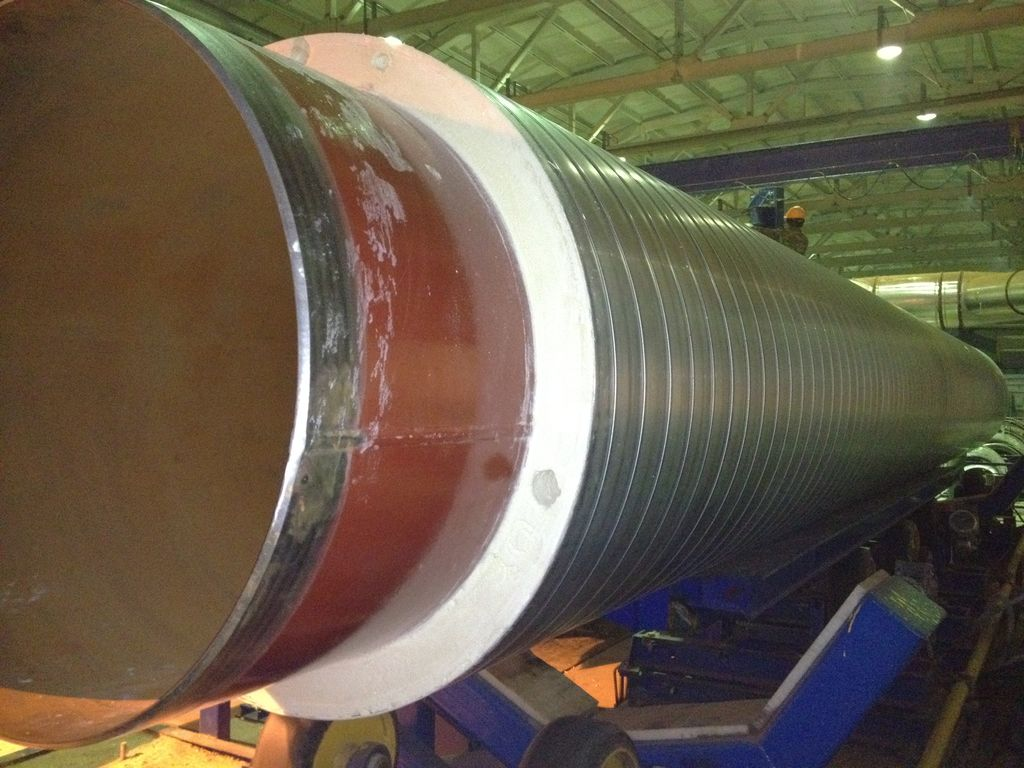
Труба в ППУ ОЦ изоляции
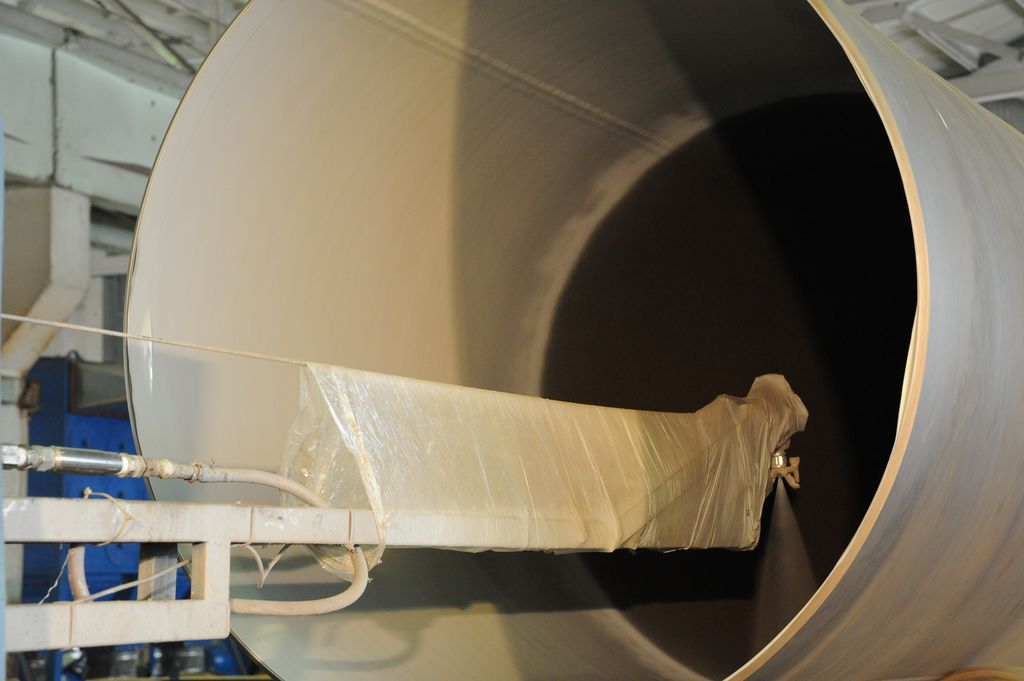
Нанесение покрытия Амеркот
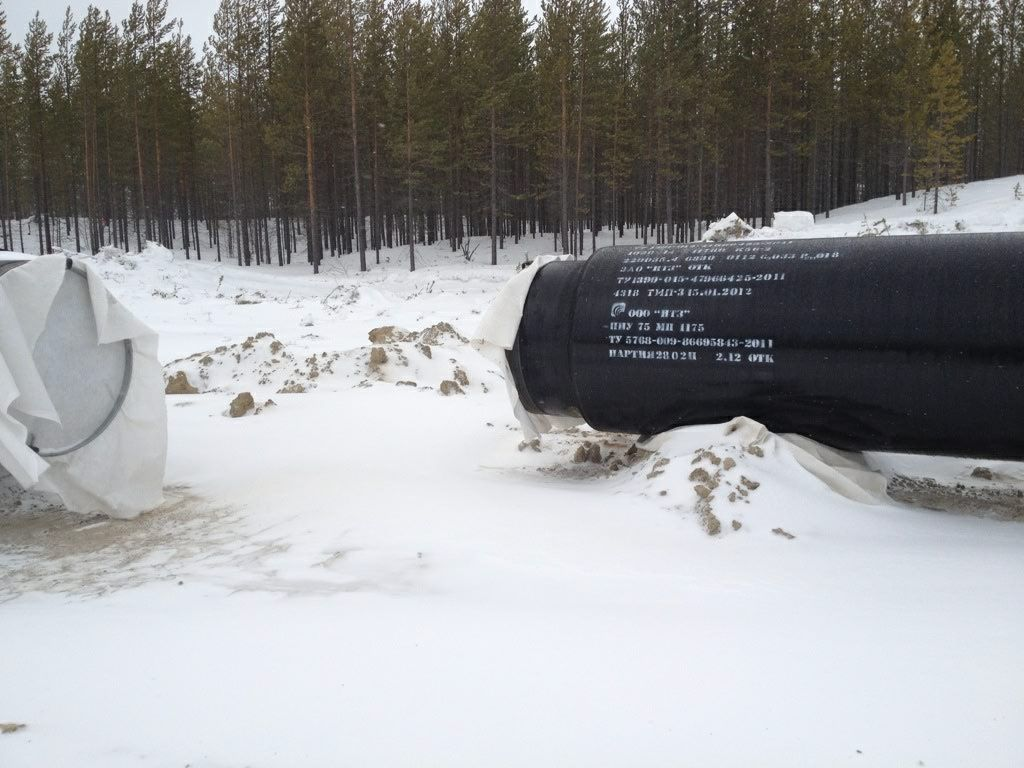
Заполярье — Пурпе